# Correva l'anno
Correva l'anno è stato un programma televisivo italiano di approfondimento storico, in onda su Rai 3 dal 1999 al 2016.

## Il programma
Ideata nel 1999 da Francesco Cirafici e Stefano Rizzelli, e pensata inizialmente come un rotocalco, la trasmissione è diventata nel corso degli anni un programma di culto della terza rete Rai. Si tratta di una serie di documentari storici dedicati, di volta in volta, ad avvenimenti o personaggi del secolo scorso e del presente. La narrazione segue un filo cronologico, scandito dagli anni cruciali del racconto. Nel 2014 viene inaugurata la serie Gli archivi del '900.
Tutte le puntate sono chiuse da un editoriale di Paolo Mieli. La regia del programma è stata a lungo affidata ad Andrea Bevilacqua. Autrici del programma sono Marina Basile e Tiziana Pellegrini.
Dal 2014 le repliche della trasmissione sono entrate a far parte del palinsesto del canale Rai Storia. Numerose puntate sono state più volte riproposte sempre su Rai 3 nel corso degli anni.

## Redazione
- Autrici: Marina Basile, Tiziana Pellegrini.
- Curatore: Mauro Longoni.
- Produttore Esecutivo: Maria Carla Pennetta.
- Consulente storico: Giovanni Sabbatucci.
- Autori dei singoli documentari: Paola Lasi, Rosanna Lo Santo, Andrea Orbicciani, Vanessa Roghi, Daniele Cini, Alessandro Varchetta.
- Ricercatori: Emanuele Colarossi, Paola Coali, Marisa Del Monte, Fania Petrelli, Roberta Vannucci.
- Assistenti al programma: Giuseppe Causati, Livia Russo, Matteo Severi.

## Elenco puntate

### 2002
- Paul Joseph Goebbels, di Tiziana Pellegrini (12/12)

### 2004
- L'enigma Francesco, di Stefano Rizzelli (13/2)

### 2005
- Osama Bin Laden. Lo sceicco del terrore, di Tiziana Pellegrini (17/11)
- Churchill, Roosevelt, Stalin. I tre grandi a Yalta, di Marina Basile
- Galeazzo Ciano, di Paola Lasi (29/12)

### 2006
- Il maresciallo Tito, di Tiziana Pellegrini (27/08)

### 2007
- Marlene Dietrich e Leni Riefenstahl, di Francesca Carli (06/12)

### 2008
- Verso nord. L'emigrazione negli anni '60, di Alessandro Varchetta (13/05)
- Il grande boom. La società dei consumi negli anni '60, di Tiziana Pellegrini e Vanessa Roghi (23/06)[1]
- Speciale Norimberga: processo ai nazisti, Baldur von Schirach (06/09) di Francesca Carli
- Le riforme difficili. Il centrosinistra negli anni Sessanta, di Paola Lasi (20/09)
- Julius Streicher, di Paola Lasi (27/09)

### 2009

#### Ciclo "La Seconda Guerra Mondiale"
- Le armi segrete di Hitler, di Giancarlo Di Giovine (24/08)
- Figli del Sol Levante, di Letizia Maurelli (31/08)
- Hitler: ascesa e caduta, di Francesco Linguiti (01/09)
- I medici del Reich, di Vanessa Roghi (07/09)
- Sotto le bombe, di Alessandro Varchetta (08/09)
- Sicilia '43. Operazione Husky, di Tiziana Pellegrini e Letizia Maurelli (14/09)
- Il grande scoop, di Vanessa Roghi (22/12)

### 2010
- Ciano e Mussolini. Tradimento in famiglia, di Giancarlo Di Giovine e Marco Orlanducci (09/01)
- Hitler e Eva Braun. L'amore, la morte, di Vanessa Roghi (16/01)
- Hitler e Röhm. Un'ambigua amicizia, di Daniele Ongaro (30/01)
- Marilyn e Kennedy (13/02) di Francesca Carli
- Dadaumpa e telescuola. La televisione negli anni '60, di Francesca Carli (15/06)
- Sindona e Ambrosoli. I soldi del diavolo, di Alessandro Varchetta (20/06)
- Falcone e Riina. Caccia mortale, di Francesco Linguiti (11/07)
- Dio è morto? Tra Concilio e dissenso la Chiesa negli anni '60 (20/07)
- Ciano e Mussolini. Tradimento in famiglia (25/07)
- Martin Luther King - Malcom X (01/08)
- Paolo VI - Aldo Moro (08/08)
- Gabriele D'Annunzio. Poeta, guerriero, amante, di Vanessa Roghi (10/08)
- Indro Montanelli. Un elegante provocatore (17/08)
- Craxi Berlinguer, di Francesco Linguiti (22/08)
- Padre Riccardo Lombardi. Il microfono di Dio, di Giancarlo Di Giovine e Marco Orlanducci (24/08)
- Nenni - Saragat (29/08)
- Enrico Berlinguer. L'ultimo segretario, di Francesca Carli (31/08)
- Nixon-Kennedy (05/09) di Francesca Carli
- Giorgio Almirante. Dall'RSI all'MSI, di Bruno Di Marcello (07/09)
- Si fa ma non si dice. Costume e morale negli Anni Cinquanta, di Francesca Carli (27/09)
- Ben Gurion (11/10)
- Truman (18/10)
- Galeazzo Ciano (25/10)
- Giovanni Gentile. Il filosofo di Mussolini (01/11)
- Il Duce e il Cardinale. La Chiesa cattolica e il regime fascista (29/11)
- Le figlie del regime
- Le donne di Mussolini (06/12) di Francesca Carli
- Libro e moschetto. La cultura del regime (13/12)
- Rommel – Montgomery (22/12)

### 2011
- Edda Ciano Mussolini. La figlia del fascismo (17/01)
- Maria Montessori. Una rivoluzione per l'infanzia (24/01)
- Hosni Mubarak (14/02)
- Donne e coraggio. Voci contro la mafia (28/02)
- Alcide De Gasperi. Padre della Patria (07/02)
- Indro Montanelli. Un elegante provocatore (14/03)
- Carlo Maria Martini. Il Cardinale del dialogo (21/03)
- Adriano Olivetti e Steve Jobs. La passione per il futuro, di Daniele Cini (21/06)
- Henry Ford e Giovanni Agnelli. La storia sulle quattro ruote, di Rosanna Lo Santo ed Emanuele Colarossi (12/07)
- Fiorello La Guardia e Rudolph Giuliani. Il secolo italoamericano, di Vanessa Roghi (19/07)
- Enrico Fermi e Guglielmo Marconi. Una vita per la scienza, di Alessandro Varchetta (26/07)
- Sandro Pertini. Un socialista romantico (02/08)
- Lubich, Evolo, Tonelli. Tre donne nella Chiesa, di Giovanni Grasso (09/08)
- I medici del Reich, di Vanessa Roghi (16/08)
- Sicilia '43. Operazione Husky (23/08, replica)
- Bin Laden, lo sceicco del terrore (06/09)
- La guerra e le donne (20/09)
- Loren e Magnani. Il mito e la storia, di Nicola Vicenti (11/10)
- Hitler e Eva Braun. L'amore, la morte (17/10)
- Moammar el Gheddafi (24/10)
- Dalla ricostruzione al made in Italy. L'Italia in corsa negli anni '50, di Alessandro Varchetta (01/11)[2]
- Poveri ma belli. I giovani negli anni '50 (14/11)
- Allegria! I divertimenti degli italiani negli anni '50 (29/11)
- I Beatles e altre manie. La musica negli anni '60, di Giancarlo Di Giovine (05/12)

### 2012
- Il piccone risanatore. Le opere pubbliche del ventennio (09/01)
- I fratelli Kennedy e Marilyn. Le relazioni pericolose (19/01) di Francesca Carli
- Arriva il divorzio. Le donne negli anni '60, di Vanessa Roghi (23/01)[3]
- Enrico Fermi e Guglielmo Marconi. Una vita per la scienza, di Alessandro Varchetta (26/01)
- Berlino o Londra. La guerra di Mussolini (02/02)
- Vietato vietare. Il tempo della contestazione (06/02)
- Nilde Iotti e Tina Anselmi. Due italiane in politica (05/03)
- Un popolo di atleti. Sport e tempo libero nell'Italia fascista (05/06) di Francesca Carli
- L'anno dell'Impero (10/07)
- L'Italia nel Patto Atlantico (17/07)
- Verso il boom (24/07)
- L'anno della Luna (31/07)
- L'anno di Chernobyl (07/08)
- Allegria! I divertimenti degli Italiani negli Anni Cinquanta (14/08)
- Maria Josè di Savoia. L'ultima regina (21/08)
- Anni '70. Di politica si muore, di Andrea Orbicciani (04/09)
- Adriano Olivetti e Steve Jobs. La passione per il futuro (11/09)
- Lina Merlin e Emma Bonino. Senza distinzione di sesso (18/09)
- Hitler e Eva Braun. L'amore, la morte, di Vanessa Roghi (25/09)
- Poveri ma belli. I giovani negli Anni Cinquanta (27/09)
- La Rivoluzione eterea. Informazione e media negli anni Settanta (02/11)
- Mozambico. La pace italiana vent'anni dopo (09/11)
- Tra emozioni e ribellioni. La musica negli anni 70 (16/11)
- Il dubbio nella Chiesa. Cattolici e società negli anni 70, di Giovanni Grasso e Alessandro Varchetta (23/11)
- Loren e Magnani. Il mito e la storia (30/11)
- Si fa ma non si dice. Costume e morale negli Anni Cinquanta (07/12) di Francesca Carli
- Il caso Sindona. Il nervo scoperto della Repubblica, di Tiziana Pellegrini e Alessandro Varchetta (14/12)

### 2013
- Dalla ricostruzione al made in Italy. L'Italia in corsa negli Anni '50 (14/01)
- Umberto Nobile - Charles Lindbergh. La conquista dell'aria, di Andrea Orbicciani (01/02)
- Benedetto XVI. L'avventura della Verità (11/02)
- La rivoluzione sulle ruote (22/02)
- Elisabetta II, di Francesca Carli (11/03)
- 1911 - L'Italia compie cinquant'anni (26/06)
- 1929 - L'anno dei Patti Lateranensi (03/07)
- Un posto al sole. L'impero fascista (10/07)
- Sicilia '43. Operazione Husky (31/07, replica)
- Alcide De Gasperi. Padre della Patria (07/08)
- Diritti civili. Le grandi battaglie degli anni '70 (14/08)
- Yuri Gagarin e Neil Armstrong. I pionieri dello spazio, di Alessandro Varchetta (20/09)
- Picasso e Dalì. L'arte come spettacolo (27/09)
- Agostino Gemelli e Padre Pio. Due fedi a confronto (18/10)
- Himmler e Heydrich. La macchina infernale (25/10)
- Camilla Cederna e Oriana Fallaci. Regine di penna e di spada, di Paola Lasi (01/11)
- Steve Jobs e Bill Gates. I duellanti, di Fania Petrelli (08/11)
- Gli ultimi re. Vittorio Emanuele III e Umberto II, di Paola Lasi (15/11)

### 2014
- Sordi e Mastroianni. I due volti dell'Italia che cambia, di Andrea Orbicciani (03/01)
- I fratelli Kennedy e Marilyn. Le relazioni pericolose, di Francesca Carli (10/01, replica adattata nel nuovo formato 16:9)
- Gli ultimi re. Vittorio Emanuele II e Umberto II, di Paola Lasi (13/01, replica)
- Fidel Castro e Che Guevara. Il cubano e l'argentino, di Vanessa Roghi (20/01)
- I medici del Reich, di Vanessa Roghi (27/01)
- Gianni Agnelli. L'ultimo Re d'Italia, di Rosanna Lo Santo (03/02)
- Speciale foibe (09/02, ore 12.55)
- I figli del duce, di Andrea Orbicciani ed Alessandro Varchetta (10/02)
- Juan Domingo ed Evita. L'Argentina dei Perón, di Giancarlo Di Giovine (23/06)
- La cronaca nera negli anni '70. Vivere nella paura (18/09)
- Giorgio La Pira. La concretezza dell'utopia, di Vanessa Roghi (02/10)

#### SerieGli archivi del '900
- Donne e coraggio. Voci contro la mafia, di Andrea Orbicciani (30/06)
- Hitler e Röhm. Un'ambigua amicizia, di Daniele Ongaro (07/07)
- Picasso e Dalì. L'arte come spettacolo, di Andrea Orbicciani (14/07)
- Il picconatore risanatore. Le opere pubbliche del Ventennio, di Tiziana Pellegrini (21/07)
- Kennedy - Nixon, di Francesca Carli (28/07)
- Arriva il divorzio. Le donne negli anni '60, di Vanessa Roghi (04/08)
- Loren e Magnani. Il mito e la storia, di Nicola Vicenti (11/08)
- De Gasperi - Togliatti (18/08)
- Gianni Agnelli, l'ultimo Re d'Italia (25/05)
- Fidel Castro e Che Guevara. Il cubano e l'argentino, di Vanessa Roghi (01/09)
- Falcone e Riina. Caccia mortale, di Francesco Linguiti (08/09)
- Indro Montanelli. Un elegante provocatore, di Enzo Antonio Cicchino (15/09)
- La cronaca nera negli anni '70. Vivere nella paura, di Rosanna Lo Santo (19/09)
- A come Andreotti, di Giovanni Grasso (22/09)
- Stalin e Trotsky. L'acciaio e la penna, di Daniele Cini (25/09)

### 2015
- L'Europa prima dell'Europa. Il manifesto di Ventotene, di Salvatore Braca (06/01)
- La guerra subacquea. Sommergibili, maiali e uomini gamma, di Elio Mazzacane (06/07)
- Achille Lauro, di Rosanna Lo Santo (13/07)
- Romero. Voce dei senza voce, di Maite Carpio (20/07)
- Soratte. I misteri del Monte del Diavolo, di Fabio Toncelli e Tullio Bernabei (27/07)
- Don Alberione. L'editore di Dio, di Massimo My con la collaborazione di Maria Teresa Tringali (29/12)

### 2016
- I politici e la tv (19/09)